# مطار مراكش المنارة الدولي

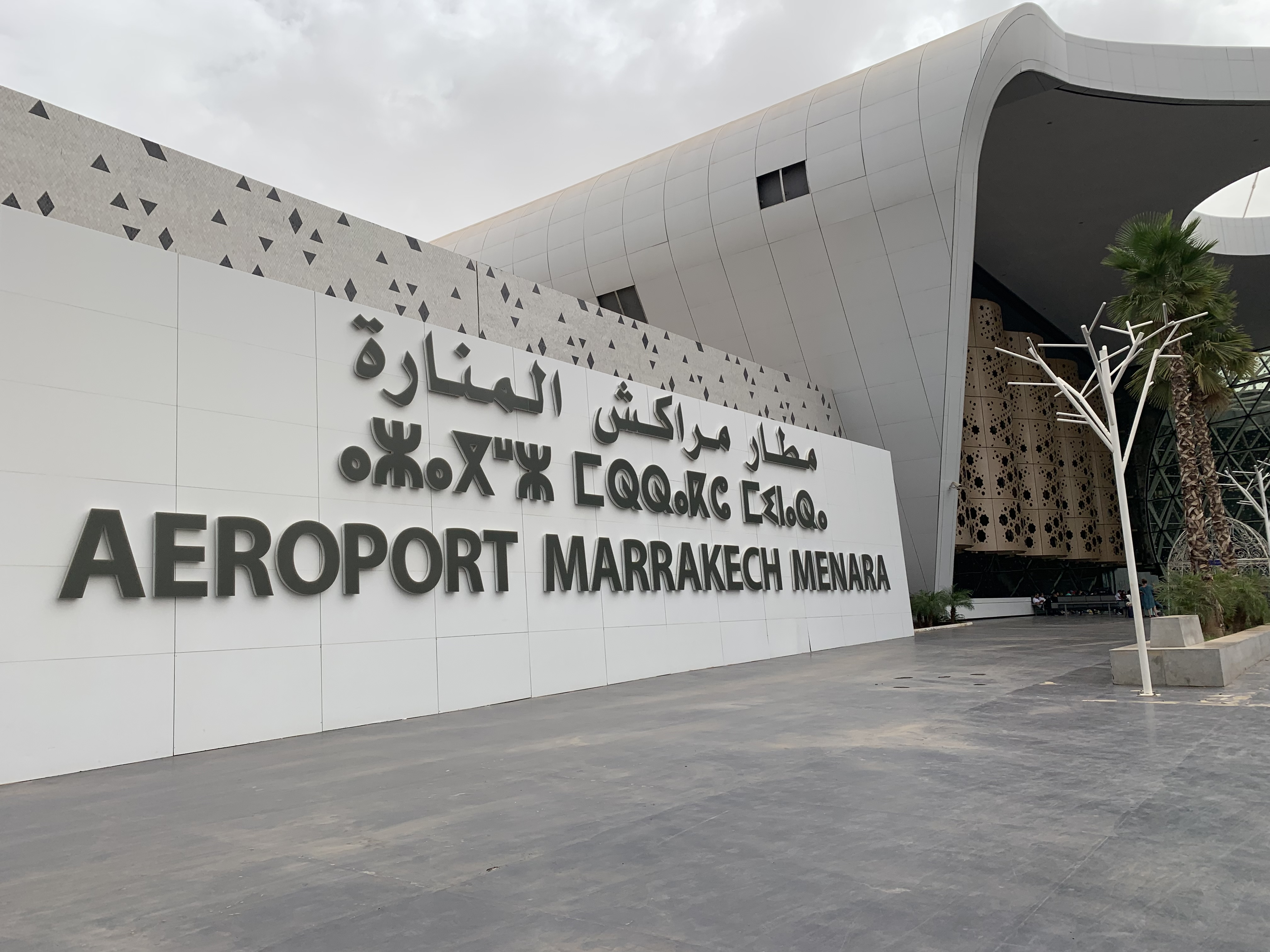
مدخل مطار مراكش المنارة

مطار مراكش المنارة الدولي (إياتا: RAK، إيكاو: GMMX) مطار دولي يقع في مدينة مراكش عاصمة جهة مراكش آسفي بالمملكة المغربية. يُعتبر ثاني أكبر مطارات المغرب من حيث عدد المسافرين بعد مطار محمد الخامس الدولي بالدار البيضاء، يمتد على مساحة 22 هكتار، وتبلغ الطاقة الاستعابية به 9 ملايين مسافر في السنة، ويرتبط غالباً بالرحلات الجوية القادمة والمغادرة نحو أوروبا، خصوصاً رحلات شركات الطيران الاقتصادي. أما فيما يخص الشرق الأوسط فيوجد عدة خطوط جوية للخطوط الجوية القطرية نحو الدوحة، والخطوط السعودية نحو جدة، والخطوط التركية نحو إسطنبول. المطار حاصل على شهادة الجودة في المجال البيئي: 14001 نسخة 2004، كما يتوفر على شبكة الواي فاي مجاناً لجميع المسافرين. كما يعرف المطار تنظيم عدة معارض دولية به كمعرض مراكش إير شو ومعرض طيران رجال الأعمال ميببا شو.

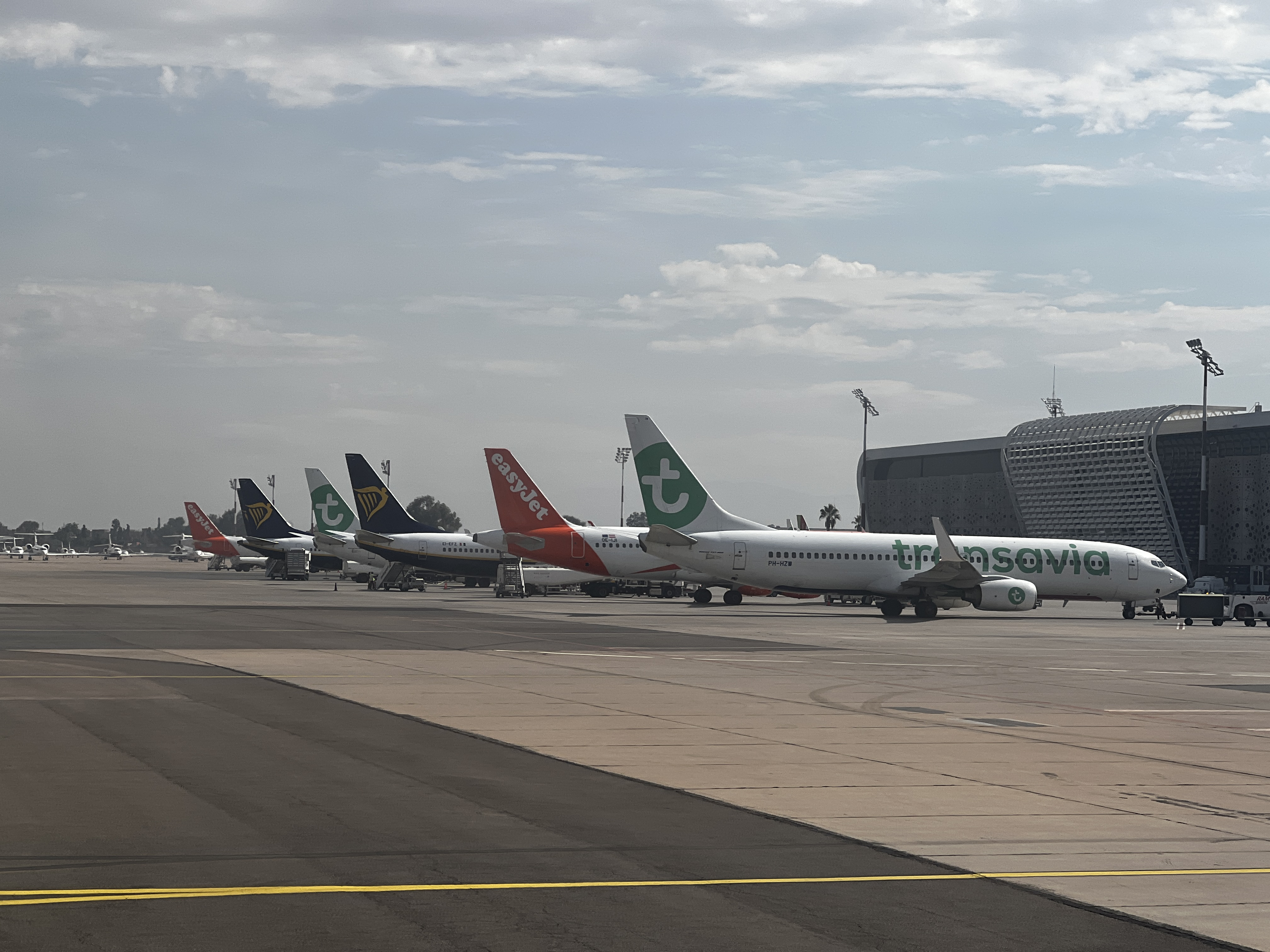
موقف الطائرات في مراكش

## شركات الطيران
| شركات الطيران             | الوجهات (آخر تحديث في 25-03-2023) |
| ------------------------- | --- |
| الخطوط الملكية المغربية   | الدار البيضاء - باريس أورلي - باريس شارل ديغول - مارسيليا - ليون - بروكسل |
| العربية للطيران المغرب    | فاس |
| رايان اير                 | فرنسا: بيربينيا - تولوز - نيم - مارسيليا - بوردو - ليموج - تورس - دول - باريس فاتري - باريس بوفيه إسبانيا: مالقة - إشبيلية - أليكانتي - مدريد - فالنسيا - سرقسطة - برشلونة - سانتاندر - غران كناريا إيطاليا: نابولي - روما - بيزا - تريفيزو - ميلان - تورينو ألمانيا: ويزي - كولونيا - برلين - فرانكفورت هان البرتغال: بورتو - لشبونة بلجيكا: بروكسل شارلروا - بروكسل وجهات آخرى: آيندهوفن - دبلن |
| رايان إير المملكة المتحدة | إدنبرة - مانشستر - لندن ستانستد |
| توي فلاي بلجيكا           | باريس أورلي - ليل - بروكسل - روتردام - بولونيا |
| توي للطيران               | لندن غاتويك - مانشستر - برمينغهام |
| إيزي جيت                  | تولوز - نيس - بوردو - نانت - ليون - باريس شارل ديغول - بازل - جنيف - لشبونة - ميلان مالبينسا - مانشستر - لندن لوتن - لندن غاتويك |
| ويز إير                   | وارسو - ميلان مالبينسا |
| وير إير المملكة المتحدة   | لندن غاتويك |
| الخطوط الجوية الفرنسية    | باريس شارل ديغول |
| الخطوط الجوية البريطانية  | لندن هيثرو - لندن غاتويك |
| ترانسافيا                 | أمستردام - آيندهوفن |
| ترانسافيا فرنسا           | باريس أورلي - مونبلييه - نانت - ليون |
| فولوتيا                   | ليل |
| فيولينغ                   | باريس أورلي - برشلونة - مالقة |
| يورو وينجز                | دوسلدورف |
| يورو وينجز ديسكوفر        | فرانكفورت |
| الخطوط الجوية النمساوية   | فيينا |
| إديلويس إير               | زيورخ |
| الخطوط الجوية السويسرية   | جنيف |
| أيبيريا                   | مدريد |
| طيران أوروبا              | مدريد |
| تاب برتغال                | لشبونة |
| النرويجية                 | كوبنهاغن - ستوكهولم |
| لوكس إير                  | لوكسمبورغ |
| بينتر كنارياس             | غران كناريا |
| الخطوط الجوية التركية     | إسطنبول |
| طيران إيجين               | أثينا |
| يسرائير                   | تل أبيب |
| أركيا                     | تل أبيب |
| إل عال                    | تل أبيب |

## المحطات الجوية

المحطة الجوية 1

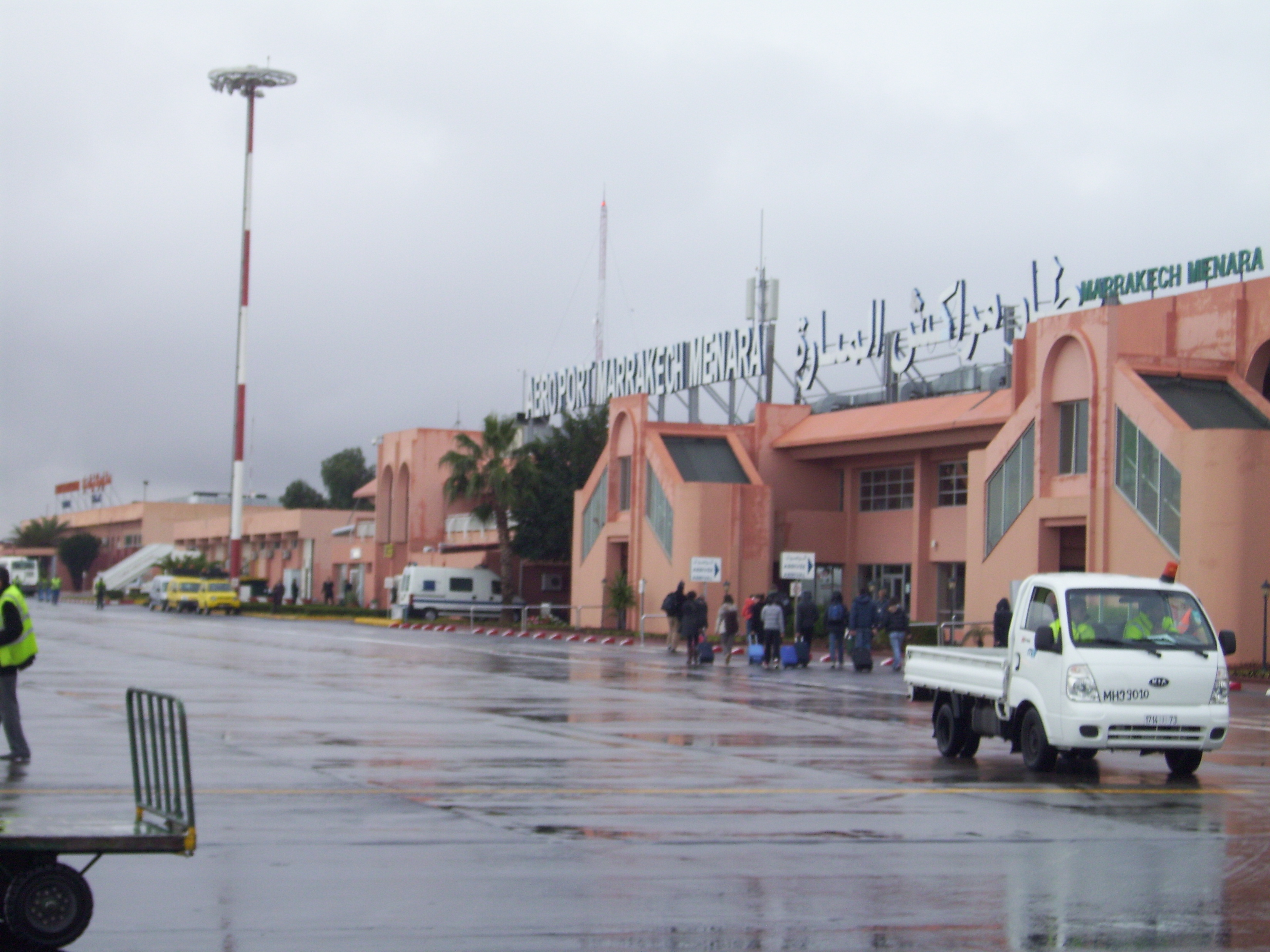
المحطة الجوية 2

### المحطة الجوية 1

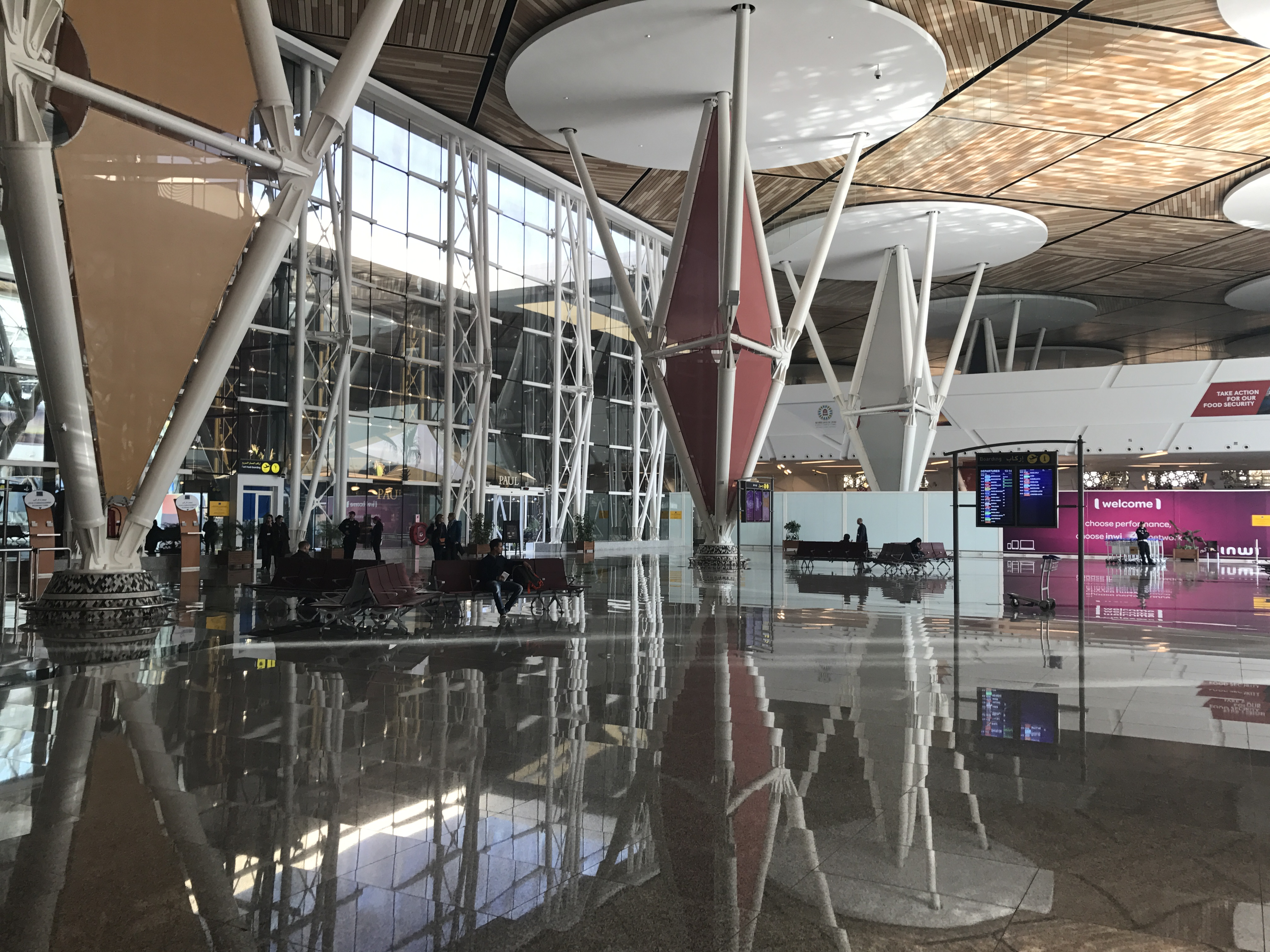
المحطة الجوية 3

تم تجديدها بالكامل في سنة 2008.

### المحطة الجوية 2
تم تشغيلها سنة 2005.

### المحطة الجوية 3
تم افتتاحها من طرف الملك محمد السادس في دجنبر 2016 بغلاف مالي 1,22 مليار درهم، وتتكون من ثلاثة مستويات على مساحة إجمالية قدرها 000 57 متر مربع، وخُصص المستوى الأرضي لمعالجة وصول المسافرين والإركاب من المراكز البعيدة، في حين خُصص المستوى الثاني لإقامة ممرات إنزال الركاب بالتماس، أما المستوى الثالث فخُصص لإقامة الرواق التجاري والإركاب حسب مفهوم المرور عبر الممرات التجارية. ومن جهة أخرى، زُودت المحطة الجوية الجديدة بأحدث التجهيزات التي تستجيب لأدق المعايير والمقاييس المعتمدة في مجال السلامة والأمن وجودة الخدمات، من بينها النظام الأوتوماتيكي لمعالجة الأمتعة، و 6 قناطر تلسكوبية، والمراقبة بالكاميرات ومراقبة الولوج، وتجهيزات المراقبة الأمنية، إلى جانب المنارات الضوئية المحددة للمدرج، وإضاءة جهة المدرج وجهة المدينة.

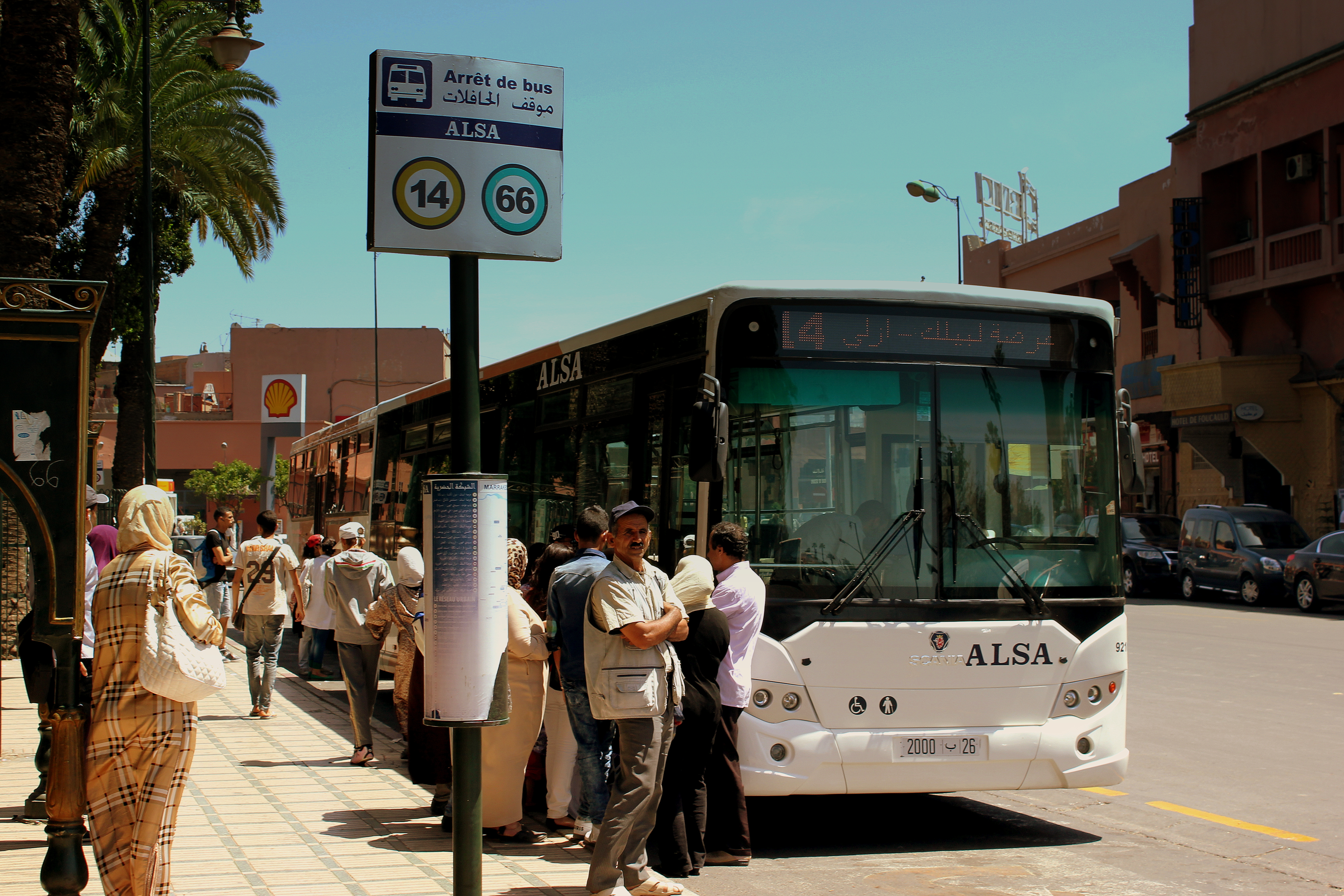
شركة الحافلات "ألزا" والتي تُشغل حافلاتها بمراكش، منها حافلات مخصصة لمطار مراكش المنارة الدولي، وتحتوي بداخلها على أماكن مخصصة لوضع الحقائب الكبيرة للمسافرين

## المواصلات
يتوفر المطار على محطة لسيارات الأجرة الصغيرة وهي تعمل على مدار اليوم والأسبوع بدون توقف، كما أن المطار يتوفر على خط للحافلات يربط بين المطار ووسط المدينة بتردد 30 دقيقة.

## إحصائيات
- حركة المسافرين:

| 2012      | 2013      | 2014      | 2015      | 2016      | 2017      | 2018      | 2019      | 2020      | 2021      | 2022      |
| --------- | --------- | --------- | --------- | --------- | --------- | --------- | --------- | --------- | --------- | --------- |
| 475 373 3 | 518 828 3 | 410 034 4 | 725 978 3 | 227 894 3 | 263 366 4 | 575 279 5 | 394 396 6 | 780 508 1 | 491 525 1 | 681 903 4 |
|           | ▲         | ▲         | ▼         | ▼         | ▲         | ▲         | ▲         | ▼         | ▲         | ▲         |